# المعهد القومي لأبحاث الأمراض المتوطنة والكبد
المعهد القومي لأبحاث الأمراض المتوطنة والكبد موجود بالقاهرة بجمهورية مصر العربية ويتبع الهيئة العامة للمستشفيات والمعاهد التعليمية افتتح المعهد الملك فاروق عام 1932 باسم معهد أبحاث البلاد الحارة

## تاريخه
تم إنشاء المعهد عام 1932 باسم معهد أبحاث البلاد الحارة بهدف مكافحة الأمراض المتوطنة وبالأخص الديديان الطفيلية التي كانت منتشرة في مصر في هذا الوقت. أنشأ المعهد الدكتور محمد خليل عبد الخالق وظل يعمل مديراً له حتى سنة 1950.